# Wjaczesław Hołowin
Wjaczesław Wołodymyrowycz Hołowin (ukr. В'ячеслав Володимирович Головін, ros. Вячеслав Владимирович Головин, Wiaczesław Władimirowicz Gołowin; ur. 22 lutego 1953 w Eupatorii, zm. 6 marca 2023) – ukraiński piłkarz, grający na pozycji obrońcy.

## Kariera piłkarska

### Kariera klubowa
Jako piętnastolatek pojechał do Kijowa, gdzie udało się zakwalifikować się do Piłkarskiej Szkoły Dynama Kijów. Od 1971 najpierw występował w juniorskiej, a potem w rezerwowej drużynie Dynama. Debiutował w podstawowym składzie w 1974, a w następnym sezonie trafił do Szachtara Donieck w zamian za Anatolija Końkowa. Jednak kariera w Szachtarze nie udała się, dlatego w 1977 został piłkarzem Metałurha Zaporoże. W 1978 przeszedł do Czornomorca Odessa. Kiedy w końcu 1980 Walery Łobanowski zaprosił go ponownie do Dynama Kijów zgodził się na propozycję. Jednak transfer nie udał się i Nikita Simonian, wtedy główny trener Czornomorca, wystawił go jako zdrajcę. Sezon 1981 dla Czornomorca nie udał się, i wtedy znaleźli kozła ofiarnego. Hołowinu zarzucono sprzedaż meczów i za jakoby pijaństwo oraz „niesportowy” tryb życia zdyskwalifikowano go na 3 lata. Tak w 1981 w wieku 28 lat był zmuszony zakończyć karierę.

## Sukcesy i odznaczenia

### Sukcesy klubowe
- Mistrz ZSRR: 1974

### Odznaczenia
- Nagrodzony tytułem Mistrza Sportu ZSRR w 1980